# EV Весов
EV Весов (лат. EV Librae) — одиночная переменная звезда в созвездии Весов на расстоянии (вычисленном из значения параллакса) приблизительно 58346 световых лет (около 17889 парсеков) от Солнца. Видимая звёздная величина звезды — от +16,9m до +16m.

## Характеристики
EV Весов — пульсирующая переменная звезда типа RR Лиры (RRAB).